# Villadin
Villadin é uma comuna francesa na região administrativa de Grande Leste, no departamento de Aube. Estende-se por uma área de 12,35 km². Em 2010 a comuna tinha 114 habitantes (densidade: 9,2 hab./km²).